# Čang Chung
Čang Chung (čínsky pchin-jinem Zhāng Hóng, znaky 张虹; * 12. dubna 1988 Chej-lung-ťiang) je čínská rychlobruslařka specializující se na krátké tratě 500 a 1000 m.
Závodí od roku 2008, na mezinárodní scéně se pohybuje od roku 2010, kdy debutovala na mítinku Světového poháru v Čchang-čchunu. Již v sezóně 2010/2011 se zúčastnila sprinterského světového šampionátu, kde se umístila na celkovém devátém místě, a Mistrovství světa v rychlobruslení na jednotlivých tratích, kde dojela devátá na trati 500 m a sedmá na dvojnásobné distanci. Přivezla si bronz z Mistrovství světa ve sprintu 2012 v Calgary a stříbrnou medaili ze sprinterského MS 2014. Zúčastnila se Zimních olympijských her 2014, kde skončila čtvrtá v závodě na 500 m a kde se na dvojnásobné distanci stala olympijskou vítězkou. Na MS 2016 vybojovala bronzovou medaili na trati 500 m. Zúčastnila se Zimních olympijských her 2018, kde v závodě na 1000 m skončila na 11. místě a na poloviční distanci byla patnáctá.